# Зборів
Збо́рів (до 1241 року — Верхостав) — місто на заході Тернопільського району Тернопільської області, залізнична станція в селі Млинівці за 3 км від міста, значний історико-культурний центр. З 2016 року центр Зборівської міської громади, до 2020 року  — районний центр. Загальна площа міста становить 781,32 га, населення міста — 6,7 тис. мешканців (2024 р.). Відстань до Тернополя — 35 км. Також місто відоме своєю активною молоддю.

## Географія
Зборів розміщений на Волино-Подільській височині, між берегами Головної та Малої Стрипи, що утворюють біля 3борова два ставки (один із них існував з 17 століття). З південного сходу лежать передмістя — Війтівщина, 3агребелля, Коханівка, Куклинці.
Північніше м. Зборів проходить автомобільний шлях «міжнародного значення» Тернопіль — Рава-Руська М09; через місто проходять шляхи місцевого значення: Почаїв — Залізці — Зборів — Т 2013, Зборів — Козова — Т 2018, Зборів — Поморяни.
Відстань до залізничної станції «Зборів» — 3 км. Відстань до обласного центру — 35 км. Залізнична станція в с. Млинівці за 3 км від м. Зборів.
На околиці міста виявлено стоянку пізнього палеоліту.
Перші писемні згадки про населений пункт належать до 15 ст., хоча нинішню назву тоді не використовували. За переказами, у добу Галицько — Волинської держави на місці Зборова було засноване 1166 р. поселення («град») Верхостав. За однією версією, містечко заснували шляхтичі Зборівські з Великопольщі, за іншою — власники однойменного містечка у Львівській землі. У 1241 році Верхостав зруйнували монголо-татари.
Назва Зборів відома з 1445 р.; походить, за однією версією, від слів «збор — збар-збір» — місце, де збиралися врятовані після нападів ворога мешканці; за іншою, від слова «забор» у значенні «огорожа», «укріплення» — табір, городище. Статус містечка Зборів отримав у 16 ст, тоді тут був невеликий замок. В історичних документах 1601 р. згадано про уряд бургомістра в місті, отже, воно мало магдебурзьке право. Від 1642 р. Зборовом володіли Собеські, 1740 р. — Радзивіли, 1760 р. — Бєльські.
У серпні 1649 р. біля міста відбулася Зборівська битва українського козацького війська на чолі з Богданом Хмельницьким та його союзників під проводом хана Іслам-Гірея ІІІ з польською армією на чолі з королем Яном ІІ Казимиром.

## Населення

### Національний склад
Розподіл населення за національністю за даними перепису 2001 року:
| Національність  | Відсоток |
| --------------- | -------- |
| українці        | 99,13%   |
| росіяни         | 0,55%    |
| інші/не вказали | 0,32%    |

### Мова
Розподіл населення за рідною мовою за даними перепису 2001 року:
| Мова            | Кількість | Відсоток |
| --------------- | --------- | -------- |
| українська      | 7304      | 99.52%   |
| російська       | 27        | 0.37%    |
| білоруська      | 5         | 0.07%    |
| гагаузька       | 1         | 0.01%    |
| інші/не вказали | 2         | 0.03%    |
| Усього          | 7339      | 100%     |

## Історія

### Давнина
На околиці 3борова виявлено стоянку пізнього палеоліту. Історичним попередником міста Зборова було поселення Верхостав, засноване у 1166 році на березі річки Стрипа. 1241 року воно було зруйноване монголо-татарами.

### Сучасне місто
Перші писемні згадки про передмістя належать до 15 ст.. Місто заснували шляхтичі Зборовські з Великопольщі, назвавши його на зразок свого родового поселення «Зборова». За однією з версій, місто постало на «ґрунті» села Куклинці. За іншими — місто заснували власники однойменного містечка у Львівській землі. Від XVI ст. у 3борові був невеликий замок. В історичних документах 1601 згадано про уряд бургомістра в місті, отже воно мало магдебурзьке право.
15 вересня 1604 року в селі зупинялося українсько-польське військо яке 20 червня 1605 року захопило Москву.
Після Зборовських власниками міста були Собеські; зокрема, від початку 17 століття (за іншими даними 1642 року) 3боровом володів батько короля Польщі Яна ІІІ Якуб Собеський, який 1627 року заснував тут парафію РКЦ. За час володіння міста Собеськими воно у першій половині 17 ст. часто потерпало від татарських нападів. Останнім власником міста з цього роду був королевич Якуб Людвік Собєський. Від 1740 року власниками стали Радзивіли, від 1760 — Бєльські, зокрема, Антонін Бєльський.
В серпні 1649 біля Зборова відбулася битва українського козацького війська на чолі з Богданом Хмельницьким та його союзників під проводом хана Іслам-Гірея ІІІ з польською армією, на чолі з королем Яном II Казимиром (див. Зборівська битва).
1667 року відбувся напад на місто турків, татар, козаків Петра Дорошенка, Зборів був дощенту знищений.
Від 1772 місто належало Австрії (від 1869 — Австро-Угорщині), 1904 стало повітовим центром. У 1913 році у Зборові жило близько 6000 людей — з них 2400 українців, 2300 євреїв і 1300 поляків.
Перед Першою світовою війною дідичем міста був граф Кароль Борковський. Під час І світової війни за місто тривали значні бої 1915, 1916 і 1917, тому воно було повністю знищене (вціліло 4 будинки).

### Від часівЗУНРдо 1991 року

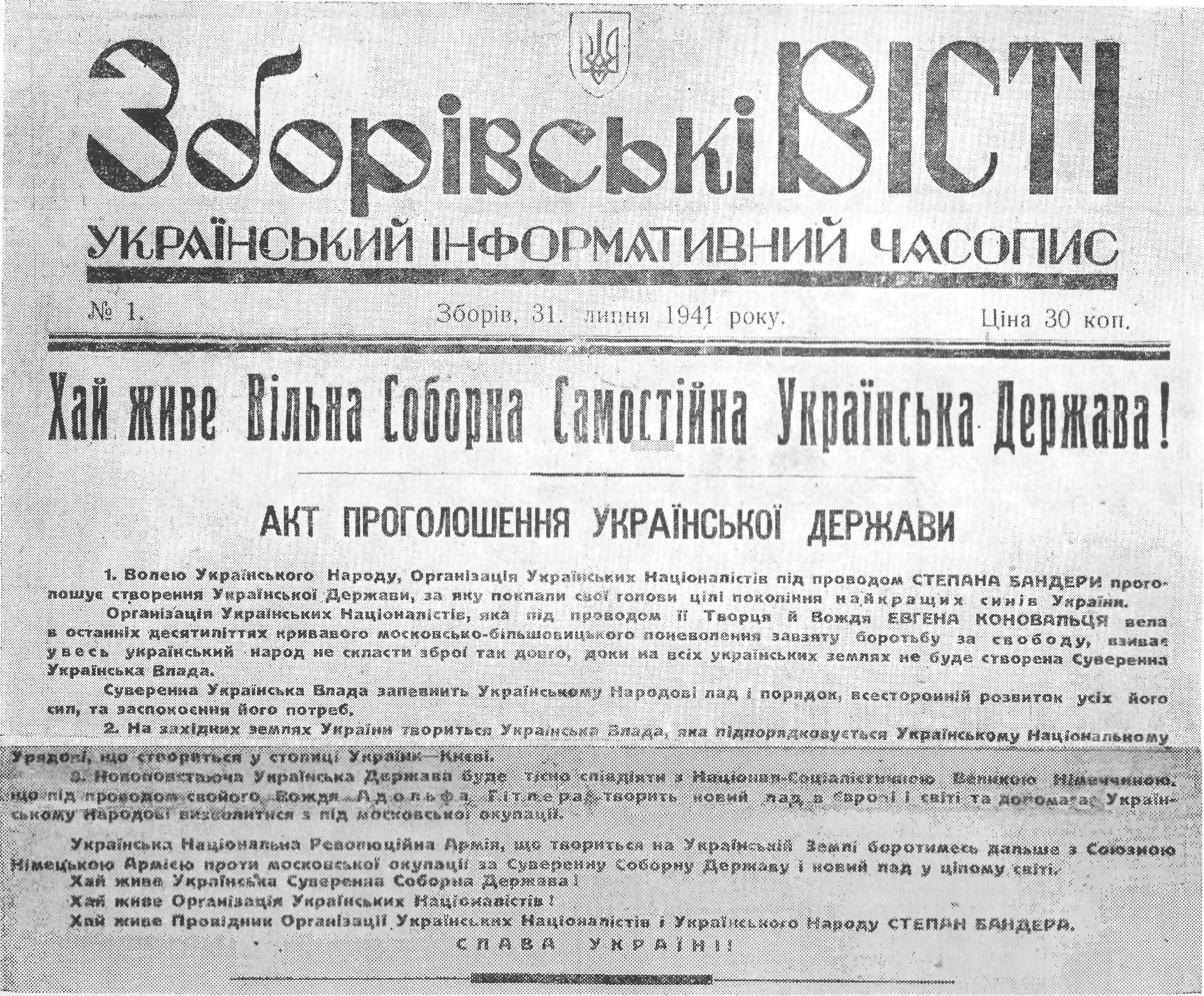
газета «Зборівські вісті». Акт відновлення Української держави 30 червня 1941 р.

Від листопада 1918 до липня 1919 — центр повіту ЗУНР. З ініціативи наддніпрянського Червоного Хреста у Зборові було відкрито харчовий пункт, який проводив апровізію 45 понівечених війною сіл повіту — комплектував бідним пайки, готував гарячі обіди.
В місті діяла повітова селянська рада, члени якої — безземельні селяни і батраки — вимагали відчуження без викупу поміщицьких земель. Відповідно до наказу польського генерала Юзефа Галлера, у напрямку Золочів — Зборів повинна була наступати група під командуванням генерала Карніцького в травні 1919 року. В районі Підкамінь — Зборів — Озерна було дислоковане угрупування польських військ (дивізії полковника В. Сікорського, В. Єнджейовського, армійські частини генерала Ю. Галлера), яке на початку липня 1919 р. вело наступ на позиції УГА під час українсько-польської війни 1918—1919 років.

Потім до вересня 1939 належало Польщі. Від січня 1940 — райцентр Тернопільської області УРСР. Від 2 липня 1941 до 22 липня 1944 — під німецько-нацистською окупацією. В перший же день воїни дивізії СС «Вікінг» вбили у Зборові більше 600 євреїв. 1 грудня 1942 року на підставі розпорядження Ганса Крюґера у Зборові було утворено гетто, у якому помістили близько 3 тисяч євреїв. 9 квітня 1943 року 2300 мешканців гетто було розстріляно німецькою службою безпеки СД при допомозі німецької жандармерії та української поліції. Остаточно гетто було ліквідоване 5 червня 1943 року. Тож майже все єврейське населення міста було знищено. 

## Зборівський Пласт
Станиця Зборів зареєстрована у 2008 році та складається з двох куренів: хлопчачий курінь імені Омеляна Польового (полковник УПА) та дівочий курінь імені сестер Тимкевич(громадські діячки). Щороку, традиційно у вихідні перед, чи після дня вшанування пам'яті Героїв Крут, проводиться у Зборові захід на цю тему. На цей захід приїжджають із багатьох міст і станиць пласту, найбільше з округу Тернопільської станиці.
Зараз станиця Зборів активно розвивається, створює нові гуртки і займається громадською, волонтерською та виховною діяльностями.

## Підприємства
Нині в місті працюють підприємства:
- ТОВ «Зборівські м'ясопродукти»
- «Зборівгаз»,
- завод «Тонар»,
- комунальні підприємства:
- «Проект-будсервіс», та інші.

Обсяг промислового виробництва за 1996 рік склав 298 тис. доларів США. У Зборові виробляється цегла та продовольчі товари.

## Соціальна сфера
Діють Зборівський коледж ТНТУ ім. І. Пулюя, ЗОШ № 1, ЗОШ № 2, Зборівська державна українська гімназія ім. Р. Завадовича, будинок дитячої творчості, музична школа, районний будинок культури, центральна районна лікарня, друкарня, є парк і стадіон.

## Архітектурні пам'ятки
Зборів бідний на архітектурні пам'ятки, що пояснюється кількома пожежами, які знищували більшість дерев'яних споруд міста.

### Не збереглися
- церква Пресвятої Богородиці
- ратуша з ринком, знесені 1977 року (годинникова вежа ратуші була перенесена на будівлю, у якій свого часу розміщувалося управління сільського господарства та райвиконком, а нині — районна державна адміністрація).

### Збережені пам'ятки
- кам'яний Прокатедральний собор Преображення Господа і Спаса нашого Ісуса Христа[18] (1794 року, у стилі бароко),[19]
- перебудований костел святої Анни XVIII ст. (нині греко-католицька церква Новомучеників українського народу, пам'ятка архітектури місцевого значення). Будівля колишнього костелу св. Анни, розташована на початку вул. Б. Хмельницького (головної у місті), зведена у 1748—1755 роках коштом А. Седліського — державця села Плісняни. Під час ІІ світової війни костел зазнав пошкодження, у 1945 році був закритий, а згодом — перебудований під магазин і пункт прийому склотари. У 1992 році храм переданий греко-католикам. Під час його реконструкції було надбудовано вежу, а також споруджено дзвіницю.
- церква Різдва Пресвятої Богородиці (2012, УГКЦ)
- монастир (УГКЦ)
- Будинок зборівської синагоги.
- будинки
  - товариства «Рідна школа»
  - районного краєзнавчого музею.
- каплиця-пам'ятник польських вояків, споруджена 1935 року (на міському цвинтарі). Каплиця була збудована з ініціативи бургомістра Зборова Альфреда Коцола для вшанування пам'яті польських вояків, які загинули у військових діях 1914—1920 років в районі Зборова, її проект виконав Вавринець Дайчак у 1935 році. Каплиця збудована в архітектурному стилі оборонного ренесансу з високою 9-метровою вежею, верхня частина вежі оздоблена аттикою і декорована аркадовими нішами, у яких розміщені зображення орлів. Фронтова стіна каплиці оздоблена хрестом, під яким польською мовою написано «Poległym za ojczyznę».

## Пам'ятники

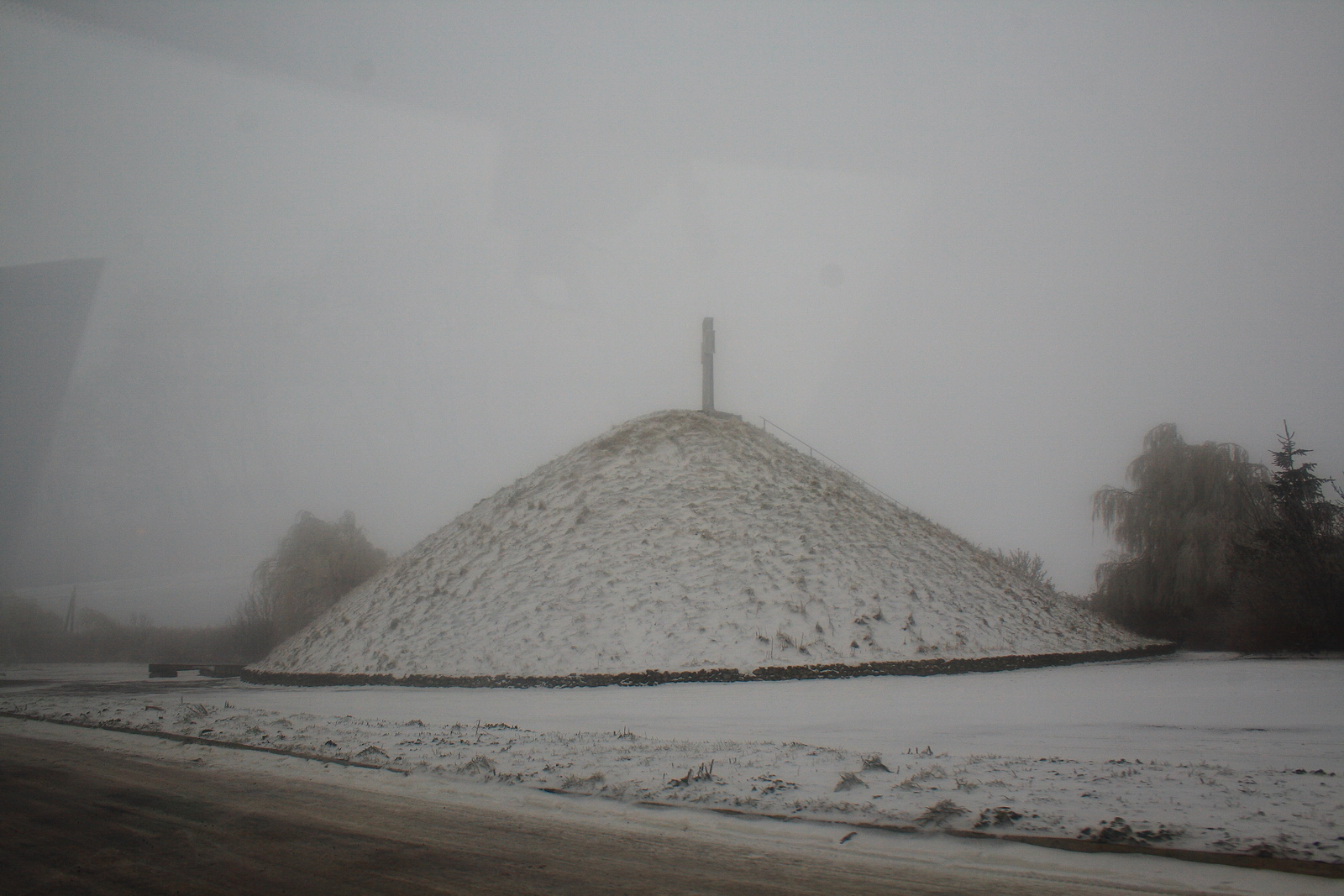
Козацька могила на місці Зборівської битви

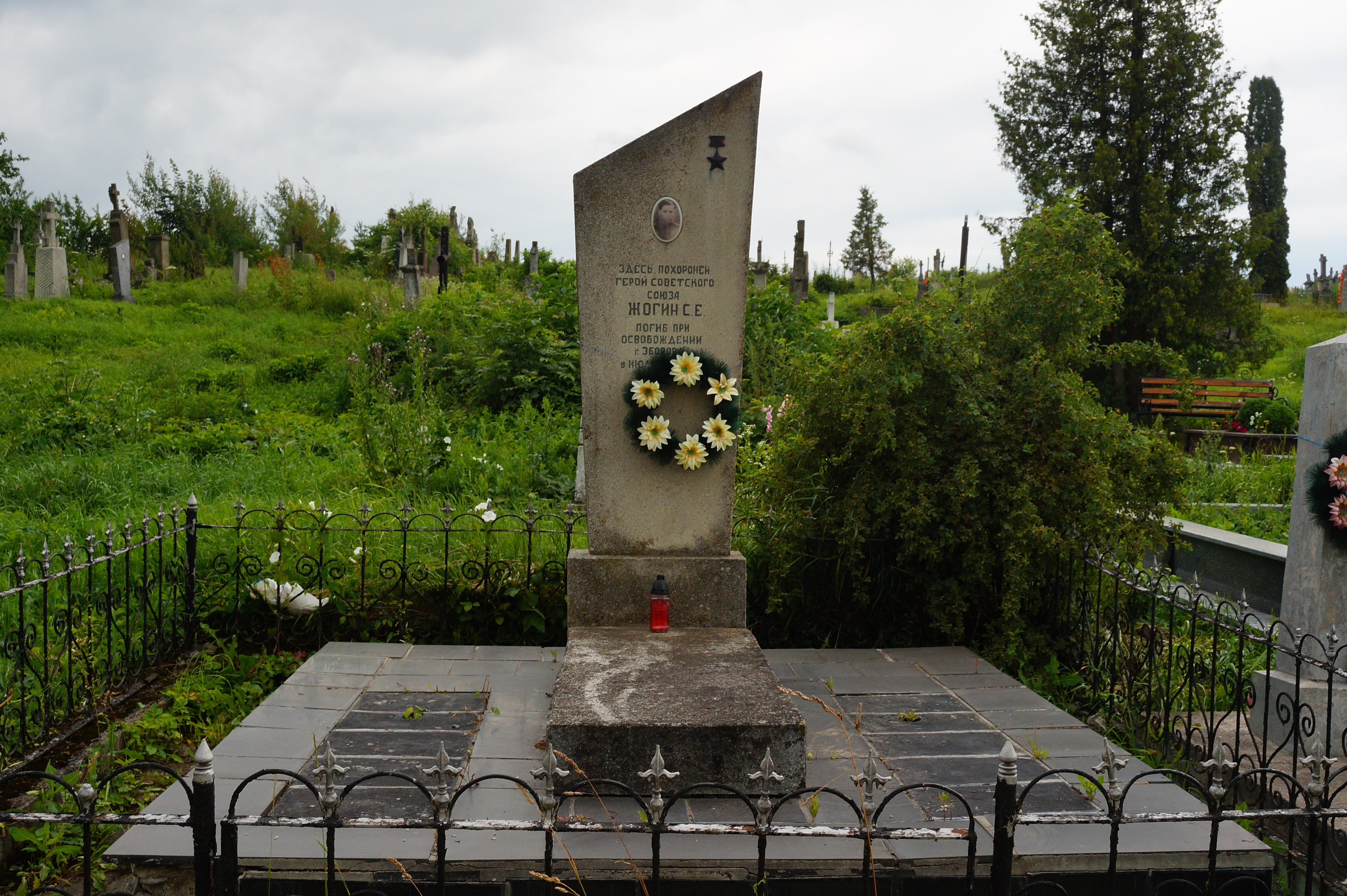
Могила Героя Радянського Союзу Жогіна С. Е.

Зборів має більше десятка пам'ятників і пам'ятних знаків, найважливіші серед них:
- Пам'ятний знак на честь скасування панщини — розташований на подвір'ї церкви Преображення Господнього;
- Пам'ятний хрест на честь Святої Тверезості з написом — «Хрест побідив поганство, побідить і п'янство» — розташований на подвір'ї церкви Преображення Господнього;
- Могили полеглих у Першій світовій війні (ділянка могил), поховані українці, поляки, німці, чехи, поляки — на міському цвинтарі;
- Братська могила воїнів УГА — на міському цвинтарі. Тут поховані вояки УГА та січові стрільці, що загинули в околицях Зборова в 1919 році та були перепоховані на міському цвинтарі в 1920-х роках;
- Пам'ятник радянським воїнам — біля міського парку;
- Братські могили радянських воїнів — на міському цвинтарі;
- Могила Героя Радянського Союзу Жогіна Селіверста Євдокимовича — на міському цвинтарі;
- Пам'ятний знак радянським військовополоненим, які загинули у німецькому таборі у м. Зборові — на перехресті доріг Тернопіль — Львів та Зборів — Залізці;
- Пам'ятний знак на місці масового знищення євреїв фашистами — на території сучасного міського ринку;
- Місце масового знищення людей органами НКВС протягом 1946—1950 рр. — на території подвір'я районної лікарні;
- Монумент жертвам більшовицького терору — в центрі міста;
- Пам'ятний знак на місці страти вояка УПА Володимира Дяківа в лютому 1945 року — в центрі міста;
- Символічна могила воякам УПА — на міському цвинтарі;
- Пам'ятник Тарасу Шевченку — в центрі міста, на однойменному майдані. Споруджений в 1994 році на пожертви громади та спонсорів;
- Пам'ятник державному і політичному діячу, гетьману України Богдану Хмельницькому — в міському парку.

Пам'ятник Т. Шевченку
Щойновиявлена пам'ятка монументального мистецтва. Розташований на вулиці Б. Хмельницького (біля міської ради).
Встановлений 1994 р. Скульптор — В. Ропецький
Скульптура — карбована мідь, постамент — камінь.
Скульптура — 2,1 м, постамент — 2,6 м.

## Музей «Зборівська битва»
Справжньою гордістю і своєрідною візиткою м. Зборова є музей «Зборівська битва» з діорамою та експозиціями про історію краю та визвольні змагання. Музей «Зборівська битва» діє з 1993 року з двома верхніми експозиційними кімнатами і п'ятьма нижніми. Відвідувачів музею особливо зацікавлює діорама (100 х 300 см) історичної битви, що висвітлює її вирішальний момент. Автор діорами — видатний український живописець, заслужений художник України Степан Нечай, (що народився у м. Зборів, ім'я художника занесено в список Лондонського видання 1989 р. «Російські та радянські художники 1900—1980 рр.»), в співавторстві з художниками — дружиною Світланою Нечай-Сорокою та Аркадієм Сорокою.
Тут є теж археологічні знахідки з місця битви (детальніше про комплекс пам'яток, пов'язаних зі Зборівською битвою дивіться у розділі «Новітні дослідження Зборівської битви»). Містить музей і матеріали про відновлення Козацької могили в 1990 році та урочисте святкування 350-ї річниці Зборівської битви в 1999 році.
В нижніх кімнатах експозиції присвячені Січовому Стрілецтву та підпільній і повстанській боротьбі проти окупаційних режимів, а також бою чехословацької бригади під Калинівкою 1917 року. У фондах музею зберігається понад 1200 предметів, які мають науково-пізнавальну цінність. Частина з них експонується постійно. Є своя бібліотека й кімната іконних та церковних пам'яток.
21 серпня 2011 року на території музею відкрили пам'ятник «Борцям за волю України». Подвір'я прикрасив чорний козацький хрест з написом «Борцям за волю України» та дві литі гармати обабіч хреста, копії тих, які використовували козаки у своїх походах. На урочистості прибули не лише зборівчани, а й гості з Києва, Черкащини, Херсонщини, Хмельниччини, Івано-Франківщини та інших регіонів України. До підніжжя хреста було висипано землю з різних куточків України, яку привезли з собою гості урочистого заходу. Не зважаючи на труднощі з транспортуванням, організаторам вдалось доправити до Зборова землю з легендарного українського цвинтаря Баунд-Брук у штаті Нью-Джерсі, США. Для українців діаспори Баунд-Брук має особливе значення: тут знаходиться духовний центр українського православ'я в Америці, своєрідний «Український Єрусалим». На декількох гектарах землі Баунд-Бруку розташований пантеон, де упокоїлися визначні українці з усього світу. Серед них — козаки та старшини Армії Української Народної Республіки, Української Галицької Армії та Української Повстанської Армії.

## Некрополі
На міському кладовищі є могили радянських воїнів: 8 братських та 1 індивідуальна. На 7 — надгробні саркофаги, на одній — скульптура воїна на прямокутному постаменті.

## Відомі люди

### Народилися
- Ігор Банадига — лікар, діяч охорони здоров'я.
- Софія Бащуцька-Самиців — учасниця національно визвольної боротьби.
- Павло Бзовицький — громадський діяч.
- Руслан Білик — архітектор.
- видавець, письменник, директор друкарні Ставропігійського інституту Юліан-Антін Вислобоцький (Вислободський[23]).
- поетка Наталія Віргуш.
- професор фармації Богдан Громовик.
- Григорій Дмитришин — педагог, політичний діяч.
- Митрополит Київський, Галицький та всієї Малої Росії Рафаїл Заборовський.
- Заяць Андрій Євгенович (* 1958) — доктор історичних наук, професор.
- художники: Заслужений художник України — Степан Нечай; художник Орест Косар.
- фотохудожник, кінотелеоператор, ілюстратор Васи́ль Балюх.
- Михайлюк Олег Олександрович (1987—2024) — український військовик учасник російсько-української війни[24].
- голова ОУНР Василь Олеськів.
- громадсько-політична діячка, депутатка Польського Сейму Мілена Рудницька.
- Андрій Сибіга — дипломат.
- Софія Складан — відома учасниця визвольного руху, зв'язкова ОУН, загинула від рук НКВС 1945 року.
- єпископ Греко-Католицької церкви Микола (Скородинський)
- теолог, реліг. письменник о. І. Шевців.

- Андрій Юркевич — відомий український диригент зі світовим ім'ям.

- поет, громадський діяч, дипломат — Юрців Юрій Іванович

### Пов'язані з містом

#### Навчалися
- У середній школі (до 1957 року) Нечай Степан Омелянович—відомий український живописець, Заслужений художник України.
- Оксана Білозір — народна артистка України, колишній міністр і народний депутат України, у 1964—1965 роках навчалась у місцевій СШ.[25]

#### Відвідували
- письменник о. Тимотей Бордуляк
- королі Речі Посполитої Ян II Казимир і Ян III Собєський
- дипломат і мандрівник Ульріх фон Вердум
- письменник Роман Завадович
- художник та письменник Корнило Устиянович.

#### Працювали
- адвокат, доктор права Володимир Левицький
- кооперативний діяч, літератор Т. Ількевич
- Лука Конопа — український диригент, керівник церковних хорів, активний діяч «Просвіти», сотник війська УНР, працював у 1930-х на Зборівщині, загинув у Тернопільській тюрмі НКВС у червні 1941 року.
- агроном, діяч культури М. Снітинський
- редактор періодичного видання Васи́ль Олексі́йович Ба́люх (український фотохудожник, ілюстратор книг, кінотелеоператор. Член Спілки фотохудожників України.
- журналіст, літератор Ігор Фарина.

#### Проживають(ли)
- Софія Складан — зв'язкова ОУН, загинула від рук НКВС 1945 року.
- А. Сухінський — один з праведників народів світу[26][27][28]

На Зборівщині жив і працював видатний скрипаль-віртуоз і композитор Кароль Ліпінський (1790—1861), який змагався в скрипковій майстерності з Ніколо Паганіні, виступав у квартеті з Людвігом Шпором, грав у ансамблях з Робертом Шуманом і Ференцом Лістом. Похований в селі Вірлів на Зборівщині.

## Галерея

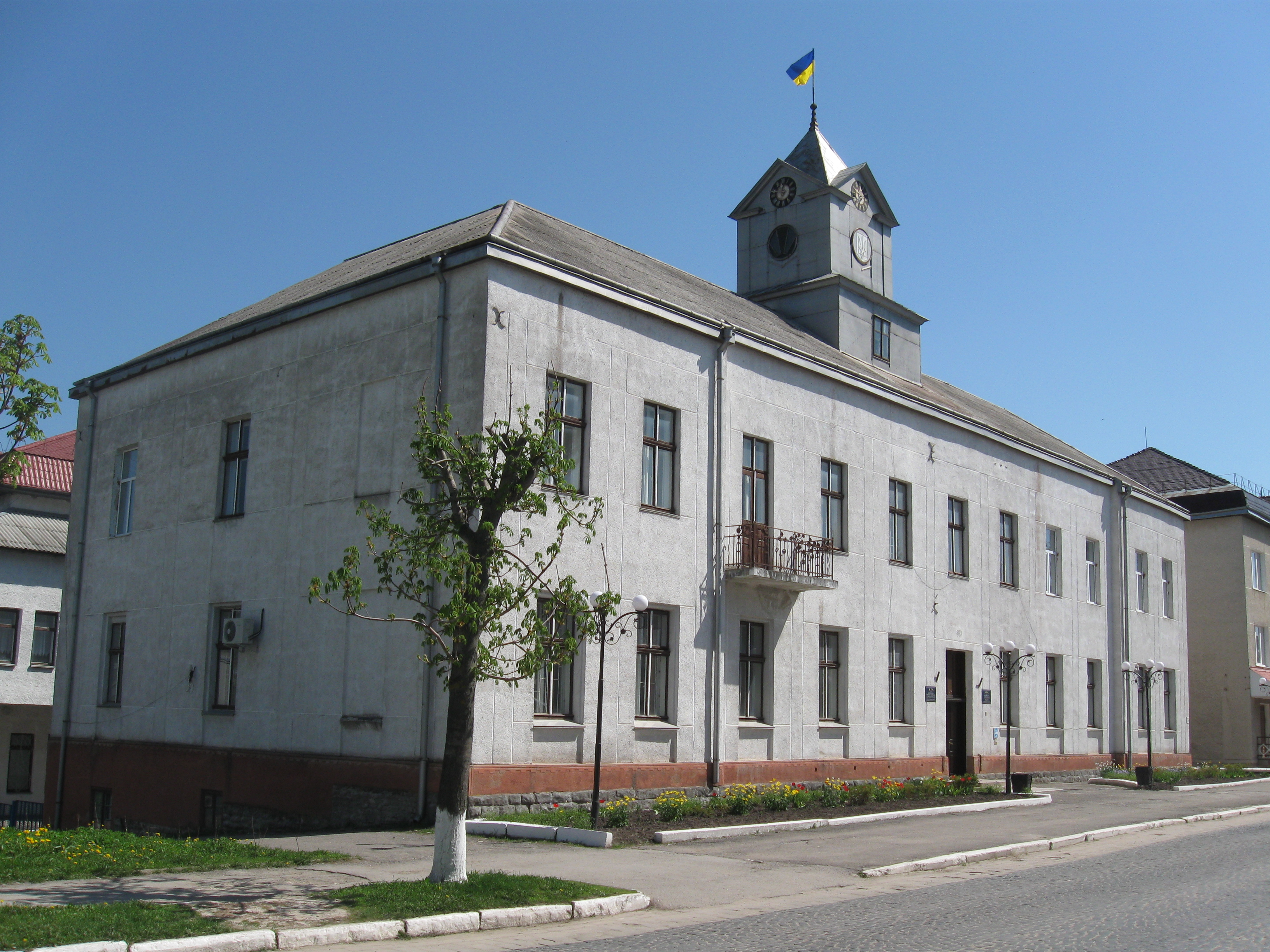
Ратуша у Зборові
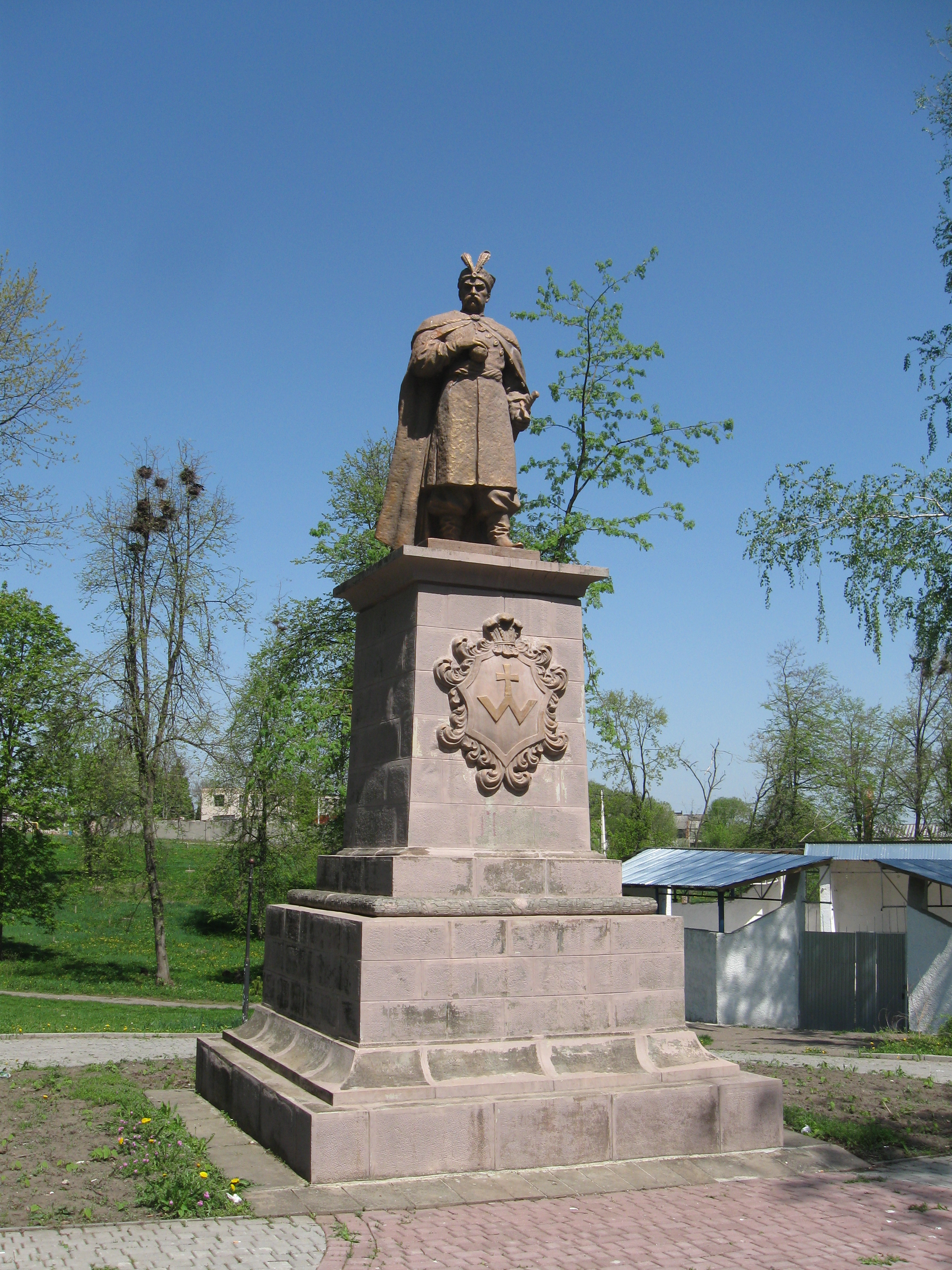
Пам'ятник Богданові Хмельницькому
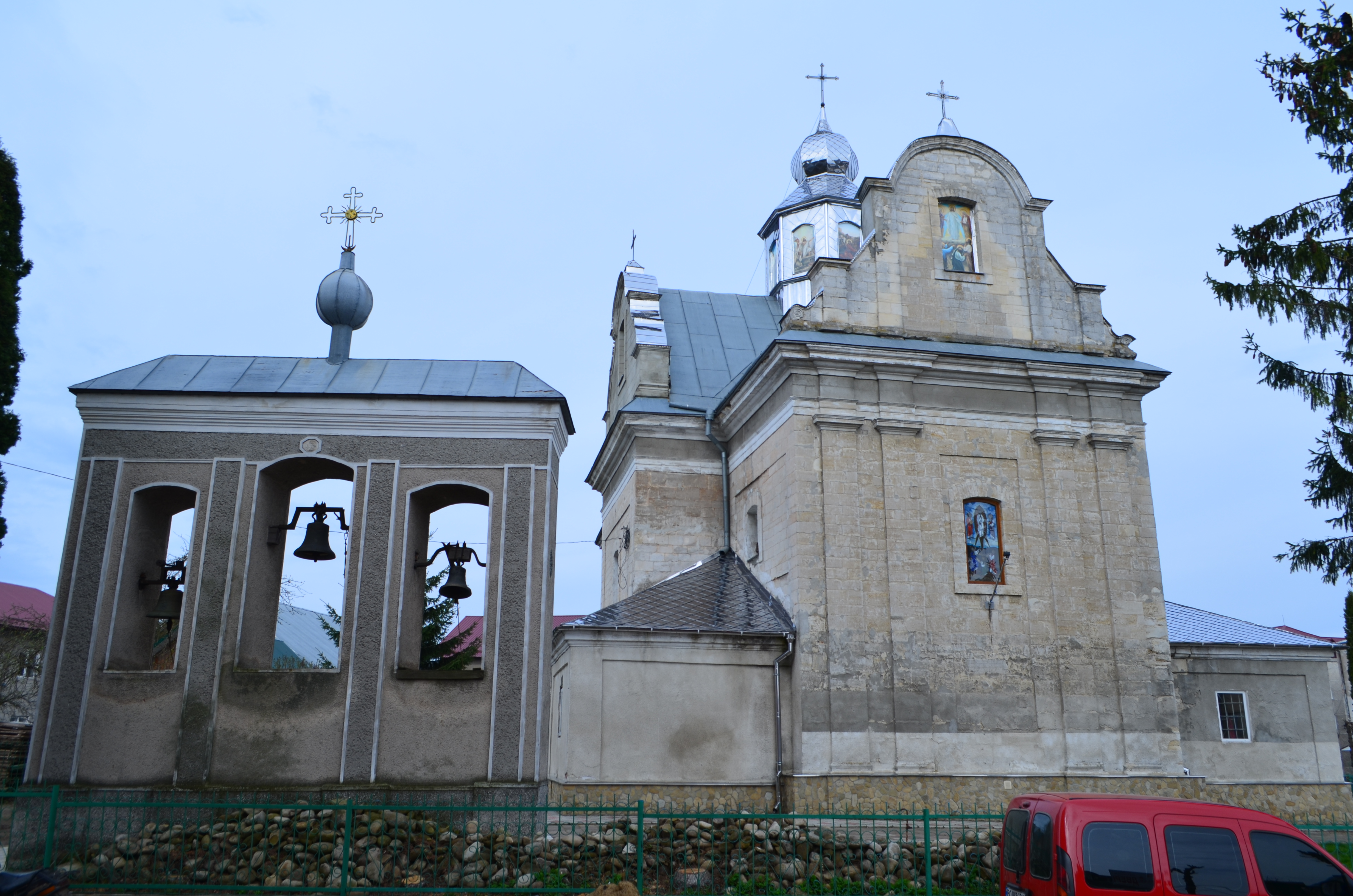
Церква Преображення Господнього
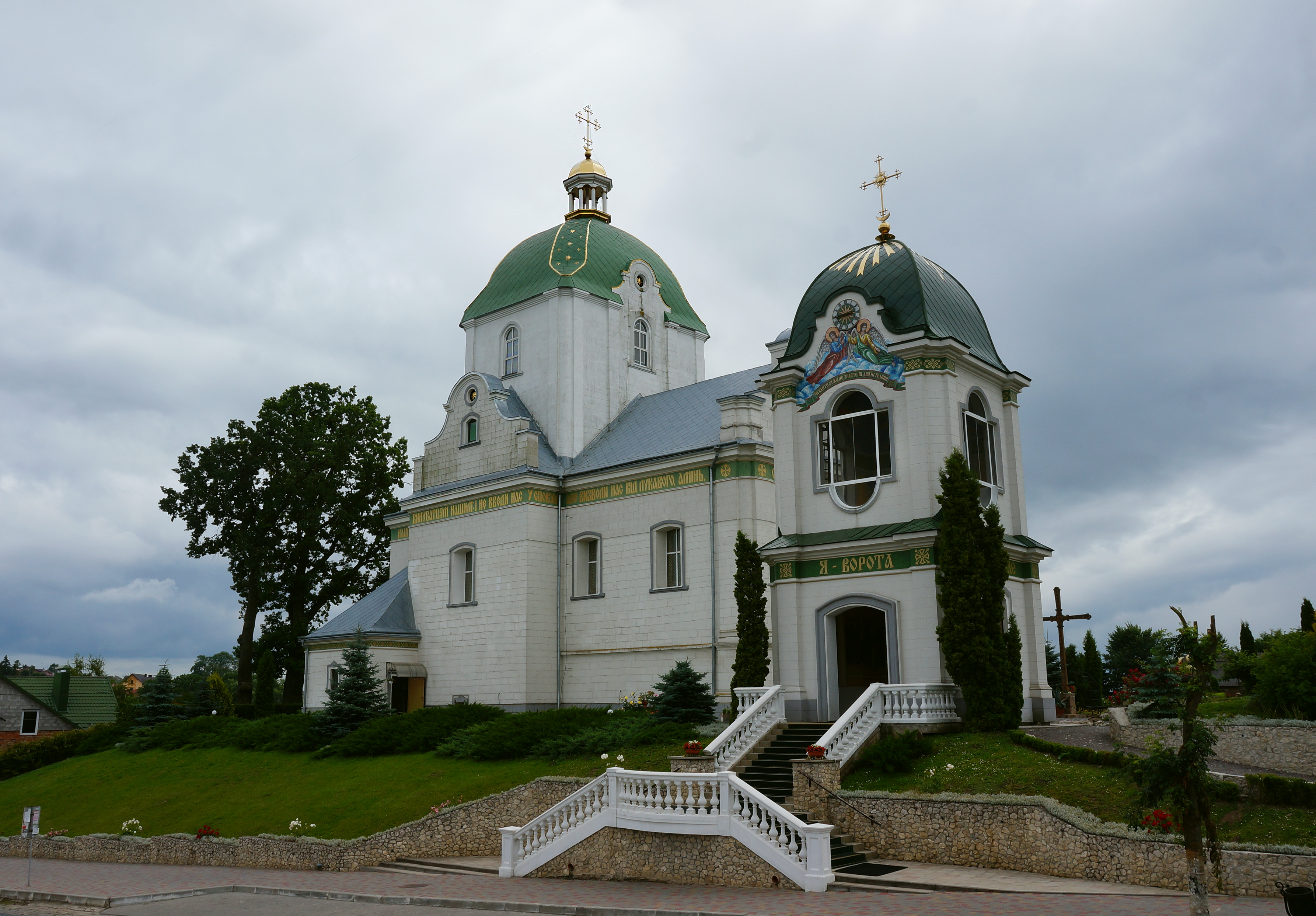
Церква Новомучеників Українського Народу
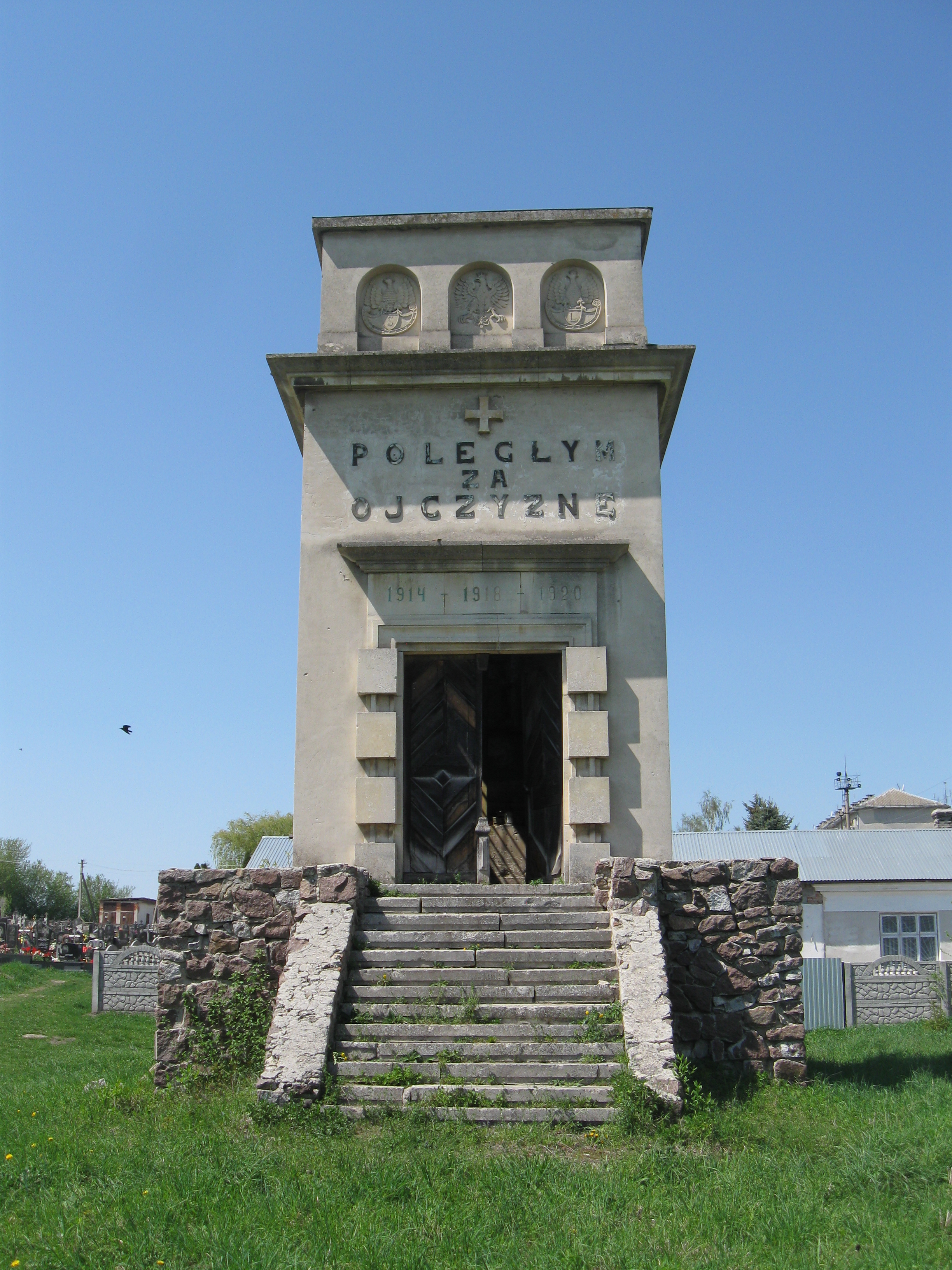
Польський монумент Полеглим за батьківщину
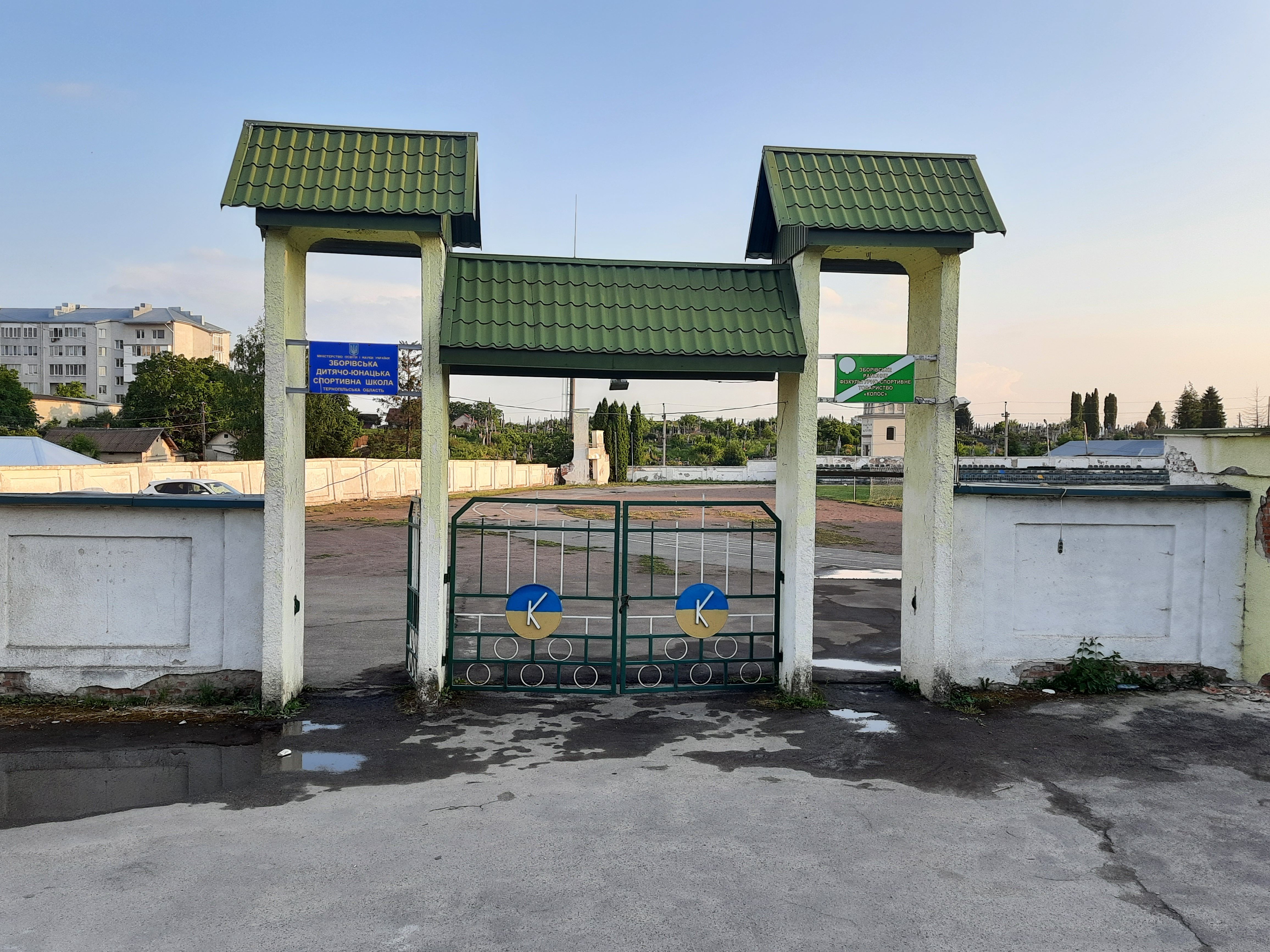
Вхід на стадіон
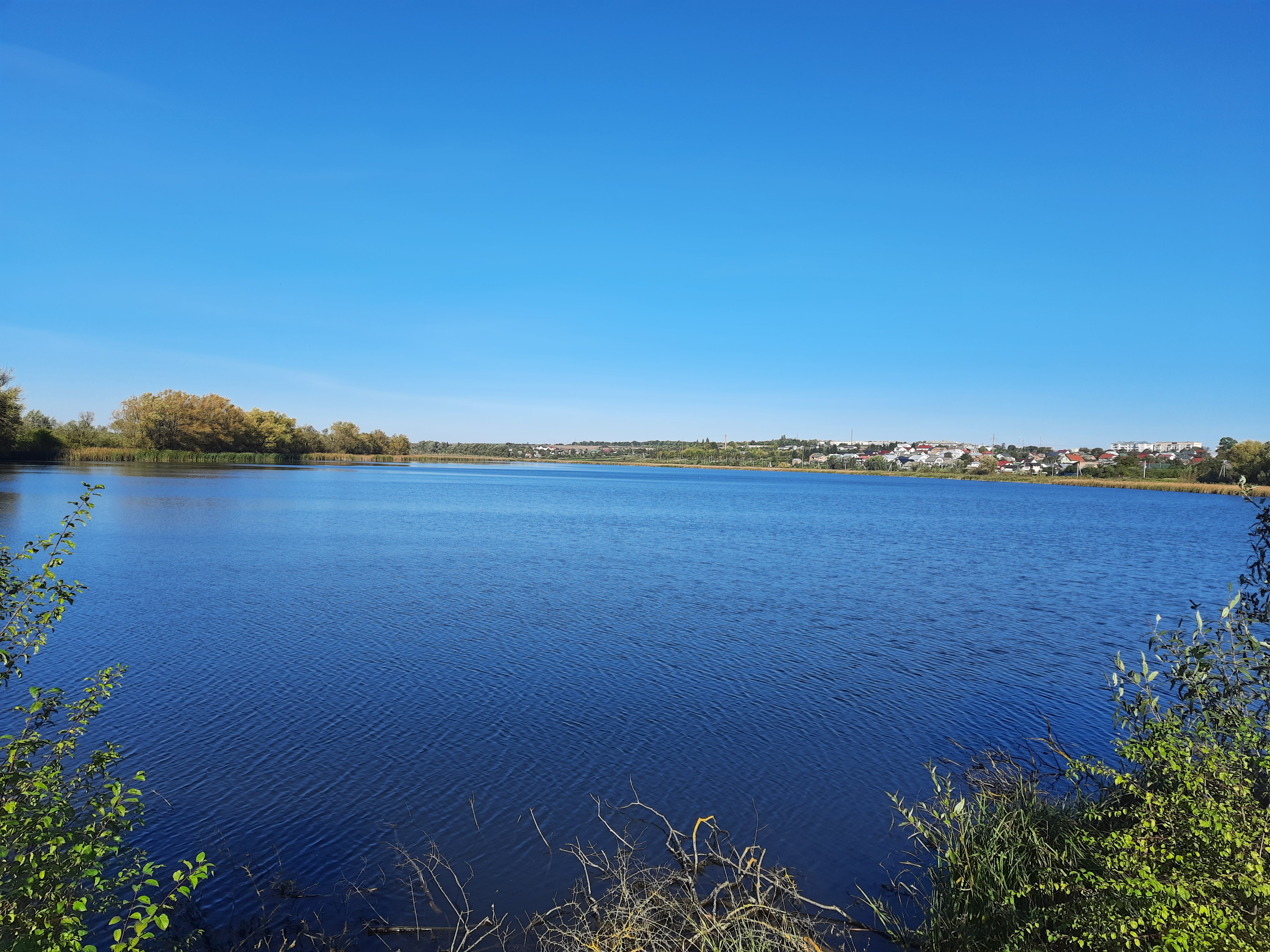
Став біля міста

## Цікаві факти
- 2009 року з відривом у 30 голосів на виборах переміг 23-літній Василь Мартюк, який став наймолодшим міським головою в Україні.[29][30]